# Sydney Siame
Sydney Siame (né le 7 octobre 1997 à Isoka) est un athlète zambien spécialiste du sprint.

## Biographie
Il remporte la médaille d'or du 100 mètres lors des Jeux olympiques de la jeunesse d'été de 2014, à Nankin en Chine, et la médaille de bronze lors des championnats d'Afrique juniors 2015, à Addis-Abeba. Le 27 juin 2015, il porte son record sur 100 m à 10 s 18 à Lusaka.
Lors des championnats d'Afrique 2016 à Durban en Afrique du Sud, Sydney Siame se classe cinquième du 200 m et obtient la médaille de bronze au titre du relais 4 x 100 m.
Le 8 avril 2017, il franchit pour la première fois de sa carrière la barrière des dix secondes au 100 m en établissant le temps de 9 s 88 à Lusaka avec un vent favorable de + 0,2 m/s, améliorant à cette occasion le record de Zambie. Son record a été retiré par l'IAAF et qualifié de douteux, en juin 2017.

## Palmarès
| Date | Compétition                    | Lieu        | Résultat | Épreuve   | Temps   |
| ---- | ------------------------------ | ----------- | -------- | --------- | ------- |
| 2014 | Jeux olympiques de la jeunesse | Nankin      | 1er      | 100 m     | 10 s 56 |
| 2015 | Championnats d'Afrique juniors | Addis-Abeba | 3e       | 100 m     | 10 s 77 |
| 2015 | Jeux africains                 | Brazzaville | 7e       | 200 m     | 21 s 21 |
| 2016 | Championnats d'Afrique         | Durban      | 5e       | 200 m     | 20 s 83 |
| 2016 | Championnats d'Afrique         | Durban      | 3e       | 4 x 100 m | 39 s 73 |
| 2018 | Jeux du Commonwealth           | Gold Coast  | 5e       | 200 m     | 20 s 62 |
| 2019 | Jeux africains                 | Rabat       | 1er      | 200 m     | 20 s 35 |

## Records
| Épreuve | Performance         | Lieu              | Date         |
| ------- | ------------------- | ----------------- | ------------ |
| 100 m   | 10 s 06 (+ 1,1 m/s) | Šamorín           | 29 juin 2018 |
| 200 m   | 20 s 16 (NR)        | La Chaux-de-Fonds | 30 juin 2019 |